# Olenecamptus lineaticeps
Olenecamptus lineaticeps es una especie de escarabajo longicornio del género Olenecamptus, categorizada en la tribu Dorcaschematini, de la subfamilia Lamiinae. Fue descrita por Pic en 1916.

## Descripción
Mide 16-20 mm de longitud.

## Distribución
Se distribuye por Laos y Vietnam.